# Teresa Grillo Michel
Teresa Grillo Michel, P.S.D.P., rodným jménem Teresa Maddalena Grillo, řeholním jménem Maria Antonia (25. září 1855, Spinetta Marengo – 25. ledna 1944, Alessandria) byla italská římskokatolická řeholnice, zakladatelka a členka kongregace Malých sester Božské Prozřetelnosti. Katolická církev ji uctívá jako blahoslavenou.

## Život
Narodila se dne 25. září 1855 ve vesnici Spinetta Marengo v obci Alessandria jako poslední z pěti dětí Giuseppu Grillovi a Marii Antoniettě Parvopassau. Její matka pocházela z aristokratické linie, zatímco její otec byl vedoucím lékařem v civilní nemocnici v Alessandrii a zemřel během jejího dětství v roce 1867. Pokřtěna byla 26. září 1855 jako Maddalena. Dne 1. října 1867 jí alessandrijský biskup Giacomo Antonio Colli udělil v katedrále sv. Petra a Marka Alessandrii svátost biřmování. V roce 1872 přijala první svaté přijímání.
Navštěvovala školu v Turíně, kam se její matka rozhodla přestěhovat, protože zde studoval vysokou školu její starší bratr Francesco a dne 13. listopadu 1867, krátce po otcově smrti, se zapsala zapsala na internátní školu v Lodi. Po absolvování studia zde se vrátila do Alessandrie, kde se 2. srpna 1877 provdala za kapitána Giovanniho Battistu Michela, se kterým však neměla žádné děti. Žila s ním nejprve v Casertě, než se přestěhovali do Acireale a poté do Katánie. Dále se přistěhovali do Portici a jejich konečné přesídlení bylo do Neapole, kde její manžel zemřel během přehlídky 13. června 1891 na úpal.
Náhlá smrt jejího manžela způsobila, že upadla do hluboké deprese, ze které onemocněla. V tomto období jí pomohl její bratranec Prelli, který byl knězem. Když v té době četla životopis sv. Giuseppe Benedetta Cottolenga, zažila náhlé obrácení, kdy se rozhodla, že po zbytek svého života bude pomáhat chudým. Nejprve používala svůj vlastní domov jako útulek pro chudé, ale v roce 1893 byla nucena svůj dům kvůli rostoucímu počtu chudých lidí prodat a zakoupit prostornější objekt. Dne 14. ledna 1893 vstoupila do III. řádu svatého Františka a přibližně v té době darovala svůj svatební oděv kapucínskému klášteru v Alessandrii. Dne 23. ledna 1894 složila v řádu své sliby.
Utvořila komunitu podobně smýšlejících žen, které pečovaly o chudé, a dne 8. ledna 1899 založila novou ženskou řeholní kongregaci Malých sester Božské Prozřetelnosti poté, co roku 1898 sepsala její první stanovy. V jí založené kongregaci spolu se svými společnicemi poté složila řeholní sliby. Její matka zemřela v roce 1899. V roce 1902 navštívila se šesti dalšími sestrami La Spezii, kde skupina založila mateřskou školu a šicí dílnu.
Dne 13. června 1900 se jí založená kongregace rozšířila do Brazílie, kterou roku 1901 poprvé navštívila a v roce 1903 znovu odcestovala do São Paula. Její další návštěvy Brazílie se uskutečnily v letech 1906, 1914 a 1920. Roku 1909 se účastnila pomoci po zemětřesení v Messině. Roku 1928 na žádost sv. Luigiho Oriona, se kterým se spřátelila, začala její kongregace působit v Argentině, kterou poté roku 1928 spolu s Brazílií navštívila. Dne 10. června 1936 byla zvolena první generální představenou jí založené kongregace. Znala se s bl. Clelií Merloni, kterou podporovala v jejím díle. Setkávala se s ní vždy, když navštívila Řím.
Zemřela dne 25. ledna 1944 v mateřském domě jí založené kongregace v Alessandrii.

## Úcta
Její beatifikační proces započal dne 16. prosince 1972, čímž obdržela titul služebnice Boží. Dne 6. července 1985 ji papež sv. Jan Pavel II. podepsáním dekretu o jejích hrdinských ctnostech prohlásil za ctihodnou. Dne 18. prosince 1997 byl uznán zázrak na její přímluvu, potřebný pro její blahořeční.
Blahořečena pak byla dne 24. května 1998 na Piazza Vittorio Veneto v Turíně papežem sv. Janem Pavlem II.
Její památka je připomínána 25. ledna. Bývá zobrazována v řeholním oděvu. Je patronkou jí založené kongregace.